# Diócesis de Guaranda
La diócesis de Guaranda (en latín: Dioecesis Guarandensis) es una circunscripción eclesiástica de la Iglesia católica en Ecuador. Se trata de una diócesis latina, sufragánea de la arquidiócesis de Quito. Desde el 4 de octubre de 2018 su obispo es Hermenegildo José Torres Asanza.

## Territorio y organización
La diócesis tiene 3254 km² y extiende su jurisdicción sobre los fieles católicos de rito latino residentes en la provincia de Bolívar.
La sede de la diócesis se encuentra en la ciudad de Guaranda, en donde se halla la Catedral de San Pedro. En Chimbo se encuentra el Santuario Nacional de Nuestra Señora María Natividad del Guayco.
En 2022 en la diócesis existían 53 parroquias.

## Historia
La diócesis fue erigida el 29 de diciembre de 1957 mediante la bula Qui iuxta del papa Pío XII, obteniendo el territorio de la diócesis de Riobamba. El primer obispo de la diócesis fue Cándido Rada, quien fue elegido el 31 de marzo de 1960.
Originalmente sufragánea de la arquidiócesis de Cuenca, el 11 de septiembre de 1961 mediante la bula Venerabilis Fratris del papa Juan XXIII pasó a formar parte de la provincia eclesiástica de la arquidiócesis de Quito.

## Estadísticas
Según el Anuario Pontificio 2022 la diócesis tenía a fines de 2021 un total de 169 763 fieles bautizados.
| Año                                                                             | Población            | Población | Población      | Sacerdotes | Sacerdotes    | Sacerdotes    | Bautizados por sacerdote | Diáconos permanentes | Religiosos | Religiosos | Parroquias |
| Año                                                                             | Bautizados católicos | Total     | % de católicos | Total      | Clero secular | Clero regular | Bautizados por sacerdote | Diáconos permanentes | Varones    | Mujeres    | Parroquias |
| ------------------------------------------------------------------------------- | -------------------- | --------- | -------------- | ---------- | ------------- | ------------- | ------------------------ | -------------------- | ---------- | ---------- | ---------- |
| 1966                                                                            | 160 500              | 165 000   | 97.3           | 48         | 41            | 7             | 3343                     |                      | 7          | 116        | 20         |
| 1970                                                                            | 180 000              | 188 000   | 95.7           | 33         | 29            | 4             | 5454                     |                      | 5          |            | 20         |
| 1976                                                                            | 206 000              | 208 000   | 99.0           | 24         | 22            | 2             | 8583                     |                      | 2          | 45         | 22         |
| 1980                                                                            | 175 000              | 180 000   | 97.2           | 31         | 25            | 6             | 5645                     |                      | 8          | 42         | 25         |
| 1990                                                                            | 202 000              | 212 893   | 94.9           | 31         | 21            | 10            | 6516                     |                      | 10         | 65         | 23         |
| 1999                                                                            | 164 607              | 173 271   | 95.0           | 32         | 24            | 8             | 5143                     |                      | 8          | 62         | 23         |
| 2000                                                                            | 170 316              | 179 280   | 95.0           | 34         | 26            | 8             | 5009                     |                      | 8          | 62         | 24         |
| 2001                                                                            | 171 658              | 180 784   | 95.0           | 33         | 27            | 6             | 5201                     | 1                    | 9          | 62         | 26         |
| 2002                                                                            | 176 053              | 185 318   | 95.0           | 34         | 28            | 6             | 5178                     | 1                    | 9          | 70         | 26         |
| 2003                                                                            | 161 118              | 169 370   | 95.1           | 36         | 30            | 6             | 4475                     | 1                    | 10         | 78         | 28         |
| 2004                                                                            | 164 341              | 181 011   | 90.8           | 35         | 30            | 5             | 4695                     | 1                    | 9          | 80         | 29         |
| 2006                                                                            | 162 100              | 188 500   | 86.0           | 30         | 26            | 4             | 5403                     |                      | 8          | 65         | 30         |
| 2013                                                                            | 181 246              | 183 641   | 98.7           | 35         | 31            | 4             | 5178                     | 6                    | 7          | 59         | 29         |
| 2016                                                                            | 165 827              | 192 821   | 86.0           | 32         | 28            | 4             | 5182                     |                      | 7          | 64         | 29         |
| 2019                                                                            | 176 931              | 194 353   | 91.0           | 34         | 28            | 6             | 5203                     |                      | 9          | 58         | 29         |
| 2021                                                                            | 169 763              | 211 142   | 80.4           | 32         | 27            | 5             | 5305                     |                      | 9          | 51         | 30         |
| Fuente: Catholic-Hierarchy, que a su vez toma los datos del Anuario Pontificio. |                      |           |                |            |               |               |                          |                      |            |            |            |

## Episcopologio
| Foto | Escudo | Nombre del titular               | Período                                             | Fin del cargo (razón)                  |
| ---- | ------ | -------------------------------- | --------------------------------------------------- | -------------------------------------- |
|      |        | Gilberto Tapia †                 | 10 de diciembre de 1957-1958                        | Renunció                               |
|      |        | Cándido Rada Senosiáin, S.D.B. † | 31 de marzo de 1960-24 de mayo de 1980              | Retirado                               |
|      |        | Raúl Holguer López Mayorga       | 24 de mayo de 1980 por sucesión-18 de junio de 1990 | Nombrado obispo de Latacunga           |
|      |        | Miguel Ángel Aguilar Miranda †   | 11 de abril de 1991-14 de febrero de 2004           | Nombrado ordinario militar del Ecuador |
|      |        | Ángel Polivio Sánchez Loaiza     | 25 de noviembre de 2004-20 de julio de 2013         | Nombrado obispo de Machala             |
|      |        | Skiper Bladimir Yánez Calvachi   | 24 de junio de 2014-27 de marzo de 2018             | Nombrado obispo de Babahoyo            |
|      |        | Hermenegildo José Torres Asanza  | Desde el 4 de octubre de 2018                       |                                        |